# Gustaf Carlson
Gustaf Johannes Carlson (Estocolmo, 22 de julho de 1894 - 12 de agosto de 1942) foi um futebolista e treinador sueco, medalhista olímpico. 

## Carreira
Gustaf Carlson fez parte do elenco medalha de bronze, nos Jogos Olímpicos de 1924. Também chegou a treinar a Seleção Sueca de Futebol.

## Ligações Externas
- Perfil Olímpico em sueco